# Boxe aux Jeux olympiques de 1904
Navigation
Londres 1908
Aux Jeux olympiques d'été de 1904, sept épreuves de boxe anglaise se sont disputées les 21 et 22 septembre 1904 à Saint-Louis.

## Podiums
| Catégories               | Or              | Argent            | Bronze           |
| Poids mouches (-47,6 kg) | George Finnegan | Miles Burke       |                  |
| Poids coqs (-52,2 kg)    | Oliver Kirk     | George Finnegan   |                  |
| Poids plumes (-56,7 kg)  | Oliver Kirk     | Frank Haller      | Fred Gilmore     |
| Poids légers (-61,2 kg)  | Harry Spanjer   | Russell Van Horn  | Peter Sturholdt  |
| Poids welters (-65,8 kg) | Albert Young    | Harry Spanjer     | Joe Lydon        |
| Poids moyens (-71,7 kg)  | Charles Mayer   | Benjamin Spradley |                  |
| Poids lourds (+71,7 kg)  | Samuel Berger   | Charles Mayer     | William Michaels |

## Référence
1. ↑  (en) Résultats des Jeux olympiques 1904 (amateur-boxing.strefa.pl)